# اربد
اِربد (به عربی: إربد) با ۶۵۰٬۰۰۰ نفر جمعیت یکی از زیباترین شهرهای اردن است.
این شهر مرکز اربد است.

## شهرهای خواهر
- رومانی یاش، رومانی